# Trioza
Trioza är ett släkte av insekter som beskrevs av Förster 1848. Trioza ingår i familjen spetsbladloppor.

## Bildgalleri

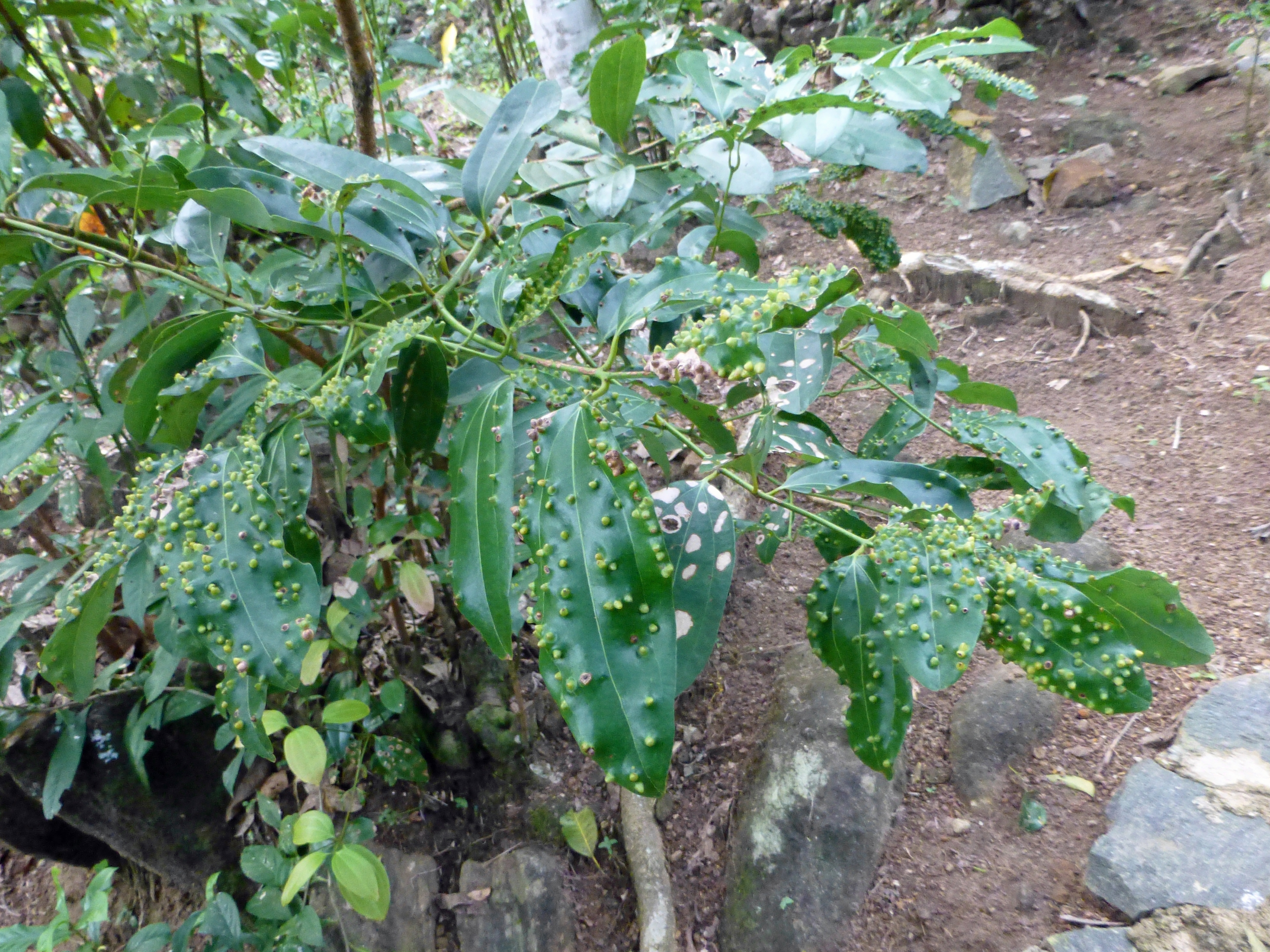
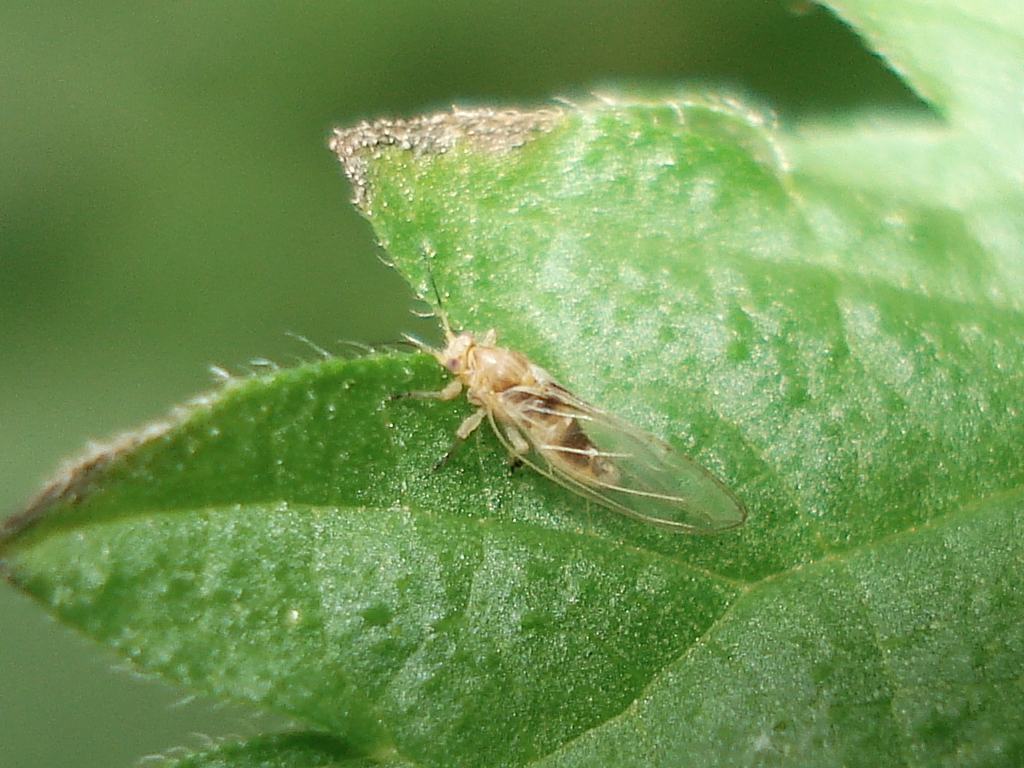

## Dottertaxa tillTrioza, i alfabetisk ordning[1][2]
- Trioza abdominalis
- Trioza achilleae
- Trioza afrobsoleta
- Trioza afrosersalisia
- Trioza agrophila
- Trioza aguilaria
- Trioza alacris
- Trioza albifrons
- Trioza alifumosa
- Trioza alipellucida
- Trioza amamiosimensis
- Trioza analis
- Trioza anceps
- Trioza anomalicornis
- Trioza anthrisci
- Trioza apartata
- Trioza apicalis
- Trioza apoensis
- Trioza apulica
- Trioza arctica
- Trioza arizonae
- Trioza asiatica
- Trioza astraea
- Trioza ata
- Trioza atkasookensis
- Trioza atriplicina
- Trioza aylmeriae
- Trioza babugani
- Trioza baccharidis
- Trioza baccharis
- Trioza bakeri
- Trioza bamendae
- Trioza beameri
- Trioza beesoni
- Trioza beilschmiediae
- Trioza beingoleai
- Trioza bella
- Trioza bifurca
- Trioza bifurcata
- Trioza bimaculata
- Trioza binotata
- Trioza boxi
- Trioza brachycereae
- Trioza breviantennata
- Trioza brevifrons
- Trioza brevigenae
- Trioza bussei
- Trioza buxtoni
- Trioza caesaris
- Trioza caldwelli
- Trioza californica
- Trioza camerounensis
- Trioza camphorae
- Trioza capeneri
- Trioza capensis
- Trioza carpathica
- Trioza carvalhoi
- Trioza caseariae
- Trioza catillus
- Trioza catlingi
- Trioza celtisae
- Trioza centranthi
- Trioza cerastii
- Trioza chenopodii
- Trioza chiangae
- Trioza chilensis
- Trioza chlora
- Trioza chrysanthemi
- Trioza cinnamomi
- Trioza cirsii
- Trioza citroimpura
- Trioza cocquempoti
- Trioza collaris
- Trioza comae
- Trioza concii
- Trioza dampfi
- Trioza dichroa
- Trioza dinaba
- Trioza diospyri
- Trioza diptera
- Trioza disjuncta
- Trioza dispar
- Trioza divisa
- Trioza drosopouli
- Trioza eafra
- Trioza elaeagni
- Trioza elaeocarpi
- Trioza epiphitatae
- Trioza erytreae
- Trioza esakii
- Trioza escurialensis
- Trioza etiennei
- Trioza eugeniae
- Trioza eugenioides
- Trioza euryae
- Trioza exoterica
- Trioza fernandesi
- Trioza ficiola
- Trioza flavipennis
- Trioza fletcheri
- Trioza flixiana
- Trioza foersteri
- Trioza forcipula
- Trioza formosana
- Trioza frontalis
- Trioza fulgidiceps
- Trioza fulva
- Trioza fusca
- Trioza fuscivena
- Trioza galii
- Trioza ghanaensis
- Trioza gibbosa
- Trioza gigantea
- Trioza glabea
- Trioza gonjae
- Trioza grandipennis
- Trioza gregoryi
- Trioza guama
- Trioza guiera
- Trioza hargreavesi
- Trioza harteni
- Trioza hawaiiensis
- Trioza hildagoensis
- Trioza himalayensis
- Trioza hirsuta
- Trioza hyalina
- Trioza ilicina
- Trioza incerta
- Trioza incidata
- Trioza indigena
- Trioza insula
- Trioza inusitata
- Trioza inversa
- Trioza iolani
- Trioza jambolanae
- Trioza kakamegae
- Trioza karroo
- Trioza kasachstanica
- Trioza kauaiensis
- Trioza kiefferi
- Trioza kilimanjarica
- Trioza kuwayamai
- Trioza laingi
- Trioza lanaiensis
- Trioza lanshuensis
- Trioza laserpitii
- Trioza laurisilvae
- Trioza lautereriella
- Trioza lehua
- Trioza liberta
- Trioza lienhardi
- Trioza lineata
- Trioza litseae
- Trioza lobata
- Trioza loletae
- Trioza longiantennata
- Trioza longicornis
- Trioza longigenae
- Trioza longipennis
- Trioza luvandata
- Trioza luzonensis
- Trioza lyra
- Trioza macrocellata
- Trioza maculata
- Trioza magna
- Trioza magnicauda
- Trioza magniforceps
- Trioza magnisetosa
- Trioza magnoliae
- Trioza malloticola
- Trioza marginepunctata
- Trioza maritima
- Trioza marrubii
- Trioza medleri
- Trioza megacerca
- Trioza melanoparia
- Trioza menispermicola
- Trioza mesembrina
- Trioza messaratina
- Trioza mexicana
- Trioza mica
- Trioza miltosoma
- Trioza mimusops
- Trioza minuta
- Trioza mira
- Trioza mirificornis
- Trioza molokaiensis
- Trioza montana
- Trioza montanetana
- Trioza munda
- Trioza mutisiae
- Trioza myohyangi
- Trioza nachingweae
- Trioza neglecta
- Trioza neoboutonia
- Trioza neolitseacola
- Trioza neolitseae
- Trioza nestasimara
- Trioza nicaraguensis
- Trioza nichtawitzi
- Trioza nigra
- Trioza nigriconus
- Trioza nigriscutum
- Trioza obionae
- Trioza obsoleta
- Trioza obtusa
- Trioza occidentalis
- Trioza ocoteae
- Trioza ohiacola
- Trioza okinawae
- Trioza oleariae
- Trioza outeiensis
- Trioza pallida
- Trioza papillata
- Trioza parviceps
- Trioza perseae
- Trioza peruana
- Trioza phoradendri
- Trioza pitiformis
- Trioza pitkini
- Trioza pittospori
- Trioza pletschi
- Trioza polylepidis
- Trioza portulacoides
- Trioza propria
- Trioza proxima
- Trioza proximata
- Trioza psyllihabitus
- Trioza pulla
- Trioza pullata
- Trioza quadrifasciata
- Trioza quadrimaculata
- Trioza quadripunctata
- Trioza rapisardai
- Trioza remaudierei
- Trioza remota
- Trioza renarsa
- Trioza rhamni
- Trioza rhinosa
- Trioza robusta
- Trioza rotundata
- Trioza rubicola
- Trioza rugosata
- Trioza rumicis
- Trioza russellae
- Trioza sahlbergi
- Trioza salicivora
- Trioza salictaria
- Trioza samoansis
- Trioza saxifragae
- Trioza schrankii
- Trioza schroederi
- Trioza scottii
- Trioza sembla
- Trioza senda
- Trioza senecionis
- Trioza seranistama
- Trioza serrata
- Trioza setifera
- Trioza sheperdiae
- Trioza shuiliensis
- Trioza significans
- Trioza silvatica
- Trioza similis
- Trioza simoni
- Trioza simplifica
- Trioza singularis
- Trioza sinuosa
- Trioza solani
- Trioza soniae
- Trioza spinulata
- Trioza stroma
- Trioza stygma
- Trioza stylata
- Trioza stylifera
- Trioza suavis
- Trioza sulcata
- Trioza sympauropsylloides
- Trioza taiwanica
- Trioza takahashii
- Trioza tamaninii
- Trioza tangae
- Trioza tatrensis
- Trioza tavandula
- Trioza tenuicona
- Trioza tenuis
- Trioza tericeps
- Trioza testacea
- Trioza theroni
- Trioza thibae
- Trioza thomasii
- Trioza thoracica
- Trioza tiliacora
- Trioza triozipennis
- Trioza tripteridis
- Trioza tripunctata
- Trioza tristaniae
- Trioza tundavalae
- Trioza ulei
- Trioza umalii
- Trioza uniqua
- Trioza urticae
- Trioza usambarica
- Trioza valida
- Trioza vanuae
- Trioza varians
- Trioza velardei
- Trioza velutina
- Trioza viridis
- Trioza viridula
- Trioza vitiensis
- Trioza vitreoradiata
- Trioza vitrioradiata
- Trioza xylopia
- Trioza zagoda
- Trioza zimmermani